# Hyperaspidius hardyi
Hyperaspidius hardyi är en skalbaggsart som beskrevs av Gordon 1985. Hyperaspidius hardyi ingår i släktet Hyperaspidius och familjen nyckelpigor. Inga underarter finns listade i Catalogue of Life.